# 남양초등학교 구암분교
남양초등학교 구암분교는 대한민국 경상북도 울릉군에 있었던 공립 초등학교이다.

## 학교 연혁
- 1945년 11월 6일 : 남양공립국민학교 구암분교장 인가
- 1967년 8월 4일 구암국민학교 승격
- 1978년 3월 1일 남양국민학교 구암분교장 개편
- 2000년 2월 29일 폐교 및 남양초등학교 통폐합